# Anabasi di Alessandro
L'Anabasi di Alessandro (in greco antico: Ἀνάβασις Ἀλεξάνδρου?; in latino Anabasis Alexandri) è un'opera in 7 libri, scritta da Arriano nel II secolo, che costituisce la più importante fonte storiografica su Alessandro Magno e la sua spedizione di conquista dell'Impero achemenide.

## Struttura
Il libro I copre i primi anni del regno di Alessandro (336-334 a.C.), comprese le notevoli descrizioni del sacco di Tebe da parte di Alessandro nel 335 e della battaglia del Granico nell'estate del 334 a.C.
La maggior parte del II libro, invece, è dominata da tre grandi operazioni militari: la campagna e la battaglia di Isso (333 a.C.) e gli assedi di Tiro e Gaza (332 a.C.). Questo libro racconta anche la sconfitta del re Dario di Persia e come Alessandro trattò la famiglia di Dario dopo la sua morte. 
Il terzo libro inizia con un resoconto di Alessandro in Egitto, inclusa la sua visita all'oracolo di Zeus-Ammone a Siwah (inverno 332/331 a.C.), prima di passare alla battaglia di Gaugamela e alla sconfitta di Dario III (331 a.C.). La seconda metà del libro descrive l'inseguimento di Dario da parte di Alessandro attraverso l'Iran settentrionale, la rivolta del pretendente Besso e la morte di Filota e Parmenione (331–329 a.C.).
Nel IV libro, Arriano si dilunga con la descrizione della lunga campagna sogdiana del 329-327 a.C. contro Besso, Spitamene e Ossiarte, e delle prime fasi delle campagne nel Punjab (327-326 a.C.), con un notevole allontanamento dalla sequenza cronologica laddove Arriano raccoglie molte delle storie più note che tendono a screditare Alessandro in un'unica digressione apologetica (l'uccisione di Clito, l'affare della proskynesis, la congiura dei paggi e la morte di Callistene).
Il libro V prosegue la narrazione della campagna indiana di Alessandro Magno del 326 a.C., comprendente l'arrivo di Alessandro a Nisa, la battaglia con Poro presso il fiume Idaspe e la decisione presa sull'Ifasi di non spingersi oltre in India.
Nel VI libro viene descritto il viaggio lungo l'Indo fino all'Oceano Indiano (326-325 a.C.), inclusa la violenza sempre più brutale inflitta ai locali dai Macedoni durante il tragitto (in particolare nella città dei Malli) e l'attraversamento del deserto della Gedrosia (325-324 a.C.).
L'ultimo dei libri racconta gli eventi dell'ultimo anno di vita di Alessandro, inclusi i matrimoni di Susa, l'ammutinamento di Opi, le molteplici previsioni e presagi della morte di Alessandro, la morte di Efestione e la morte di Alessandro stesso (324-323 a.C.). La fine di questo libro si conclude con speculazioni su come morì Alessandro e se fu avvelenato o altro.

## Critica
Oltre che un'eccellente fonte storiografica, il testo rappresenta il più ampio resoconto delle avventure del conquistatore macedone arrivato completo fino a noi. Arriano, comunque, avrebbe potuto usare fonti oggi perdute, come le opere dei vari storici coevi ad Alessandro: Geronimo di Cardia, Callistene (nipote del precettore di Alessandro, Aristotele), Onesicrito, Nearco e Aristobulo di Cassandrea, e le opere di Clitarco di Alessandria, che invece visse poco dopo le grandi conquiste alessandrine. Il testo di maggiore importanza a cui Arriano ebbe modo di attingere era però la storia di Alessandro scritta da Tolomeo, uno dei più importanti generali di Alessandro e, probabilmente, suo fratellastro, oltre che quella di Aristobulo, come specifica nella sua prefazione: infatti, Arriano, che era eccezionalmente colto e uno stilista consapevole, ha rimodellato il materiale fornito dalle sue fonti - la portata è ovviamente molto grande perché Arriano attingeva a queste due fonti principali e abbreviava drasticamente, come si può spesso vedere nel confronto con passi paralleli di Strabone.
L'opera probabilmente risale alla produzione giovanile di Arriano ed è, fondamentalmente, un saggio di storia militare, occupandosi poco della vita personale del conquistatore ed indulgendo spesso ad una sorta di agiografia: non spiega, infatti, il ruolo ricoperto da Alessandro nella politica greca, né tratta le ragioni che lo spinsero a portare battaglia in Persia non appena ne ebbe occasione.